# Igor Zabel
Igor Zabel, slovenski umetnostni zgodovinar, literarni kritik in prevajalec, * 14. avgust 1958, Ljubljana, † 23. julij 2005, Ljubljana.

## Življenje in delo
Maturiral je na klasični smeri na Šubičevi gimnaziji v Ljubljani, kjer se je aktivno udeleževal umetnostnozodovinskih ekskurzij po Evropi.  
Diplomiral je iz primerjalne književnosti, filozofije in umetnostne zgodovine na ljubljanski Filozofski fakulteti (1982) ter prav tam magistriral iz primerjalne književnosti (1987). 
Bil je plodovit na različnih področjih. Samostojno ali v sodelovanju pripravil številne monografske in študijske razstave. 
Leta 1986 se je zaposlil kot kustos v Moderni galeriji v Ljubljani, kjer je postal 1997 višji kustos. Poleg delovanja v okviru Moderne galerije (med drugimi tudi razstave: Oko in njegova resnica (2001), Slovenska umetnost 1975–2005 (2003-2005) in Sedem grehov: Ljubljana-Moskva (2004)), je sodeloval pri številnih uglednih mednarodnih projektih, kot je Beneški bienale, za katerega je pripravil razstavo Individual Systems. Sodeloval je tudi pri izboru za Cream 3, odmevno publikacijo o sodobni umetnosti, založniške hiše Phaidon Press. 
V raziskovalnem delu se je posvetil likovni umetnosti 20. stoletja Objavil je knjigi esejev o sodobni umetnosti Vmesni prostor. Eseji o slikarstvu Emerika Bernarda (COBISS) in Speculationes (1997). Pisal je tudi kratko prozo (Strategije, taktike, 1985; Lise na steni, (COBISS) ) in literarne kritike ter prevajal književna in znanstvena dela. Leta 2006 in 2008 sta izšli dve knjigi njegovih izbranih del s področja sodobne umetnosti, namreč Eseji I in Eseji II. 

## Smrt in zapuščina
Igor Zabel je umrl za posledicami poškodbe v ljubljanskem Kliničnem centru. Od leta 2008 podeljuje Fundacija Erste mednarodno nagrado Igorja Zabela za kulturo in teorijo.

## Nagrade in priznanja
- 2005: Valvasorjevo priznanje za razstavni projekt 7 grehov: Ljubljana – Moskva (Moderna galerija v Ljubljani; kot del ekipe)[3]